# Metereca
Genre
Metereca est un genre d'opilions laniatores de la famille des Assamiidae.

## Distribution
Les espèces de ce genre se rencontrent au Congo-Kinshasa, au Rwanda, au Burundi, en Ouganda, en Tanzanie et au Mozambique.

## Liste des espèces
Selon World Catalogue of Opiliones (10/06/2021) :
- Metereca abnormis (Roewer, 1912)
- Metereca aspersa Roewer, 1935
- Metereca concolor Roewer, 1961
- Metereca differens (Lawrence, 1957)
- Metereca katangana Kauri, 1985
- Metereca kivuana (Roewer, 1961)
- Metereca kivuna Roewer, 1961
- Metereca leleupae Kauri, 1985
- Metereca longipes Kauri, 1985
- Metereca minuta Roewer, 1954
- Metereca montana (Roewer, 1912)
- Metereca papillata Roewer, 1935
- Metereca paradoxa Kauri, 1985
- Metereca ripensis Kauri, 1985
- Metereca simplex (Roewer, 1952)

## Publication originale
- Roewer, 1923 : Die Weberknechte der Erde. Systematische Bearbeitung der bisher bekannten Opiliones. Gustav Fischer, Jena, p. 1-1116 (texte intégral).